# Raisa Obodovskaya
Raisa Obodovskaya, née le 6 août 1948 à Merefa et morte le 30 juillet 2012, est une coureuse cycliste soviétique. Elle a notamment été championne du monde de poursuite en 1968 et 1969.

## Palmarès sur piste

### Championnats du monde
- Amsterdam 1967
  -  Médaillée d'argent de la poursuite individuelle
- Rome 1968
  -  Championne du monde de poursuite individuelle
- Brno 1969
  -  Championne du monde de poursuite individuelle
- Leicester 1970
  -  Médaillée d'argent de la poursuite individuelle

### Championnats nationaux
- 1969
  -  Championne d'Union soviétique de poursuite par équipes
- 1970
  -  Championne d'Union soviétique de poursuite individuelle
- 1981
  -  Championne d'Union soviétique de vitesse
  -  Championne d'Union soviétique de course aux points

## Palmarès sur route
- 1970
  -  Médaillée de bronze du championnat du monde sur route